# Lijst van voetbalinterlands Bolivia - Ecuador
Deze lijst van voetbalinterlands is een overzicht van alle officiële voetbalwedstrijden tussen de nationale teams van Bolivia en Ecuador. De Zuid-Amerikaanse landen speelden tot op heden 39 keer tegen elkaar. De eerste ontmoeting, een vriendschappelijke wedstrijd, vond plaats op 8 augustus 1938 in Bogota (Colombia). Het laatste duel, een kwalificatiewedstrijd voor het Wereldkampioenschap voetbal 2026, werd gespeeld in Guayaquil op 14 november 2024.

## Wedstrijden
| №  | Plaats                  | Datum             | Competitie           | Wedstrijd         | Uitslag |
| -- | ----------------------- | ----------------- | -------------------- | ----------------- | ------- |
| 1  | Bogota                  | 8 augustus 1938   | Vriendschappelijk    | Bolivia – Ecuador | 1 – 1   |
| 2  | Bogota                  | 22 augustus 1938  | Vriendschappelijk    | Bolivia – Ecuador | 2 – 1   |
| 3  | Santiago                | 11 februari 1945  | Copa América 1945    | Bolivia – Ecuador | 0 – 0   |
| 4  | Guayaquil               | 30 november 1947  | Copa América 1947    | Ecuador – Bolivia | 2 – 2   |
| 5  | São Paulo               | 25 april 1949     | Copa América 1949    | Bolivia – Ecuador | 2 – 0   |
| 6  | Lima                    | 8 maart 1953      | Copa América 1953    | Bolivia – Ecuador | 1 – 1   |
| 7  | La Paz                  | 10 maart 1963     | Copa América 1963    | Bolivia – Ecuador | 4 – 4   |
| 8  | La Paz                  | 29 april 1973     | Vriendschappelijk    | Bolivia – Ecuador | 3 – 3   |
| 9  | Quito                   | 6 mei 1973        | Vriendschappelijk    | Ecuador – Bolivia | 0 – 0   |
| 10 | Cochabamba              | 9 juli 1975       | Vriendschappelijk    | Bolivia – Ecuador | 1 – 0   |
| 11 | Quito                   | 21 februari 1985  | Vriendschappelijk    | Ecuador – Bolivia | 3 – 0   |
| 12 | Goiânia                 | 6 juli 1989       | Copa América 1989    | Bolivia – Ecuador | 0 – 0   |
| 13 | Viña del Mar            | 13 juli 1991      | Copa América 1991    | Ecuador – Bolivia | 4 – 0   |
| 14 | La Paz                  | 15 augustus 1993  | WK 1994 kwalificatie | Bolivia – Ecuador | 1 – 0   |
| 15 | Guayaquil               | 19 september 1993 | WK 1994 kwalificatie | Ecuador – Bolivia | 1 – 1   |
| 16 | Santa Cruz de la Sierra | 25 oktober 1995   | Vriendschappelijk    | Bolivia – Ecuador | 2 – 2   |
| 17 | La Paz                  | 12 januari 1997   | WK 1998 kwalificatie | Bolivia – Ecuador | 2 – 0   |
| 18 | Guayaquil               | 12 oktober 1997   | WK 1998 kwalificatie | Ecuador – Bolivia | 1 – 0   |
| 19 | Quito                   | 16 augustus 2000  | WK 2002 kwalificatie | Ecuador – Bolivia | 2 – 0   |
| 20 | La Paz                  | 6 oktober 2001    | WK 2002 kwalificatie | Bolivia – Ecuador | 1 – 5   |
| 21 | Quito                   | 5 juni 2004       | WK 2006 kwalificatie | Ecuador – Bolivia | 3 – 2   |
| 22 | La Paz                  | 3 september 2005  | WK 2006 kwalificatie | Bolivia – Ecuador | 1 – 2   |
| 23 | Quito                   | 22 augustus 2007  | Vriendschappelijk    | Ecuador – Bolivia | 1 – 0   |
| 24 | Quito                   | 6 september 2008  | WK 2010 kwalificatie | Ecuador – Bolivia | 3 – 1   |
| 25 | La Paz                  | 9 september 2009  | WK 2010 kwalificatie | Bolivia – Ecuador | 1 – 3   |
| 26 | Quito                   | 7 september 2012  | WK 2014 kwalificatie | Ecuador – Bolivia | 1 – 0   |
| 27 | La Paz                  | 10 september 2013 | WK 2014 kwalificatie | Bolivia – Ecuador | 1 – 1   |
| 28 | Fort Lauderdale         | 6 september 2014  | Vriendschappelijk    | Bolivia – Ecuador | 0 – 4   |
| 29 | Valparaiso              | 15 juni 2015      | Copa América 2015    | Ecuador − Bolivia | 2 − 3   |
| 30 | Quito                   | 13 oktober 2015   | WK 2018 kwalificatie | Ecuador − Bolivia | 2 − 0   |
| 31 | La Paz                  | 11 oktober 2016   | WK 2018 kwalificatie | Bolivia – Ecuador | 2 – 2   |
| 32 | Cuenca                  | 10 september 2019 | Vriendschappelijk    | Ecuador − Bolivia | 3 − 0   |
| 33 | La Paz                  | 12 november 2020  | WK 2022 kwalificatie | Bolivia − Ecuador | 2 − 3   |
| 34 | Guayaquil               | 29 maart 2021     | Vriendschappelijk    | Ecuador − Bolivia | 2 − 1   |
| 35 | Guayaquil               | 7 oktober 2021    | WK 2022 kwalificatie | Ecuador − Bolivia | 3 − 0   |
| 36 | Harrison                | 17 juni 2023      | Vriendschappelijk    | Ecuador − Bolivia | 1 − 0   |
| 37 | La Paz                  | 12 oktober 2023   | WK 2026 kwalificatie | Bolivia − Ecuador | 1 − 2   |
| 38 | Chester                 | 12 juni 2024      | Vriendschappelijk    | Ecuador − Bolivia | 3 − 1   |
| 39 | Guayaquil               | 14 november 2024  | WK 2026 kwalificatie | Ecuador − Bolivia | 4 − 0   |

## Samenvatting
| Competitie        | Totaal gespeeld | Winst Bolivia | Gelijk | Winst Ecuador | Doelsaldo Bolivia – Ecuador |
| ----------------- | --------------- | ------------- | ------ | ------------- | --------------------------- |
| WK-kwalificatie   | 18              | 2             | 3      | 13            | 16 − 38                     |
| Copa América      | 8               | 2             | 5      | 1             | 12 − 13                     |
| Vriendschappelijk | 13              | 2             | 4      | 7             | 11 − 24                     |
| Totaal            | 39              | 6             | 12     | 21            | 39 − 75                     |

Wedstrijden bepaald door strafschoppen worden, in lijn met de FIFA, als een gelijkspel gerekend.

## Details

### Tweede ontmoeting
| Vriendschappelijk (Bogota, Colombia, 22 augustus 1938): |       |                     |
| Bolivia                                                 | 2 – 1 | Ecuador             |
| Rodolfo Plaza ??' Rodolfo Plaza ??'                     | goals | ??' Arturo Zambrano |

### Derde ontmoeting
| Copa América 1945 (Santiago, Chili, 11 februari 1945): |       |         |
| Bolivia                                                | 0 – 0 | Ecuador |
|                                                        | goals |         |

### Vierde ontmoeting
| Copa América 1947 (Guayaquil, Ecuador, 30 november 1947): |       |                                             |
| Ecuador                                                   | 2 – 2 | Bolivia                                     |
| José María Jiménez 1' José María Jiménez 24'              | goals | 26' Benigno Gutiérrez 44' Benigno Gutiérrez |

### Vijfde ontmoeting
| Copa América 1949 (São Paulo, Brazilië, 25 april 1949): |       |         |
| Bolivia                                                 | 2 – 0 | Ecuador |
| Carlos Sánchez 6' (e.d.) Víctor Ugarte 14' (pen.)       | goals |         |

### Zesde ontmoeting
| Copa América 1953 (Lima, Peru, 8 maart 1953): |       |                   |
| Bolivia                                       | 1 – 1 | Ecuador           |
| Ricardo Alcón 25'                             | goals | 6' Eduardo Guzmán |

### Zevende ontmoeting
| Copa América 1963 (La Paz, Bolivia, 10 maart 1963):                            |       |                                                                                      |
| Bolivia                                                                        | 4 – 4 | Ecuador                                                                              |
| Renán López 16' Fortunato Castillo 27' Máximo Alcócer 50' Wilfredo Camacho 80' | goals | 30' Carlos Alberto Raffo 44' Enrique Raymondi 47' Jorge Bolaños 50' Enrique Raymondi |

### Achtste ontmoeting
| Vriendschappelijk (La Paz, Bolivia, 29 april 1973):         |       |                                                          |
| Bolivia                                                     | 3 – 3 | Ecuador                                                  |
| Juan Fernández ??' Nicolas Linares ??' Porfirio Jimenez ??' | goals | ??' Marcos Guime ??' Ítalo Estupiñán ??' Ítalo Estupiñán |

### Negende ontmoeting
| Vriendschappelijk (Quito, Ecuador, 6 mei 1973): |       |         |
| Ecuador                                         | 0 – 0 | Bolivia |
|                                                 | goals |         |

### Tiende ontmoeting
| Vriendschappelijk (Cochabamba, Bolivia, 9 juli 1975): |       |         |
| Bolivia                                               | 1 – 0 | Ecuador |
| Porfirio Jimenez ??'                                  | goals |         |

### Elfde ontmoeting
| Vriendschappelijk (Quito, Ecuador, 21 februari 1985):      |       |         |
| Ecuador                                                    | 3 – 0 | Bolivia |
| Hermen Benítez ??' Hans Maldonado ??' José Villafuerte ??' | goals |         |

### Twaalfde ontmoeting
| Copa América 1989 (Goiânia, Brazilië, 6 juli 1989): |              | |
| Bolivia | 0 – 0        | Ecuador |
| | goals        | |
| Jorge Habegger | bondscoach   | Dušan Drašković |
| Marco Barrero Carlos Borja Ricardo Fontana Eligio Martínez Miguel Ángel Rimba Carlos Arias José Milton Melgar Eduardo Villegas Ramiro Castillo Álvaro Peña 77' Arturo García 68' | opstellingen | Carlos Luis Morales Jimmy Izquierdo Wilson Macias Hólger Quiñónez 76' Byron Tenorio Álex Aguinaga Kléber Fajardo Julio César Rosero 61' Claudio Alcívar Hamilton Cuvi Raúl Avilés |
| Erwin Sánchez 68' Fernando Salinas 77' | wissels      | 61' Hermen Benitez 76' Pietro Marsetti |

### Dertiende ontmoeting
| Copa América 1991 (Viña del Mar, Chili, 13 juli 1991): |              | |
| Ecuador | 4 – 0        | Bolivia |
| Álex Aguinaga 32' Raúl Avilés 42' Raúl Avilés 73' Erwin Ramírez 79' (pen.)                                                                                  | goals        | |
| Dušan Drašković | bondscoach   | Ramiro Blacutt |
| Erwin Ramírez Jimmy Montanero Byron Tenorio Luis Capurro Hólger Quiñónez Freddy Bravo Ivo Ron Carlos Muñoz Nixon Carcelén 81' Álex Aguinaga 77' Raúl Avilés | opstellingen | Marco Barrero Eduardo Jiguchi Marcos Ferrufino Marciano Saldías José Milton Melgar Miguel Ángel Rimba Modesto Molina Carlos Borja 75' Ramiro Castillo Marco Etcheverry 46' Jaime Moreno |
| Juan Carlos Garay 77' Robert Burbano 81' | wissels      | 46' Julio César Baldivieso 75' José Luis Medrano |
| | rode kaarten | 63' Eduardo Jiguchi |
| - Ramiro Castillo (Bolivia) mist strafschop. |              | |

### Veertiende ontmoeting
| WK 1994 kwalificatie (La Paz, Bolivia, 15 augustus 1993): |              | |
| Bolivia | 1 – 0        | Ecuador |
| Luis Ramallo 18' | goals        | |
| Xabier Azkargorta | bondscoach   | Dušan Drašković |
| Carlos Trucco Carlos Borja Gustavo Quinteros Marco Sandy Luis Cristaldo Miguel Ángel Rimba José Milton Melgar Marco Etcheverry 82' Julio César Baldivieso Luis Ramallo 70' Erwin Sánchez | opstellingen | Jacinto Espinoza Dannes Coronel Byron Tenorio Raúl Noriega Luis Enrique Capurro Héctor Carabali Iván Hurtado Nixon Carcelén 65' Álex Aguinaga 60' Carlos Muñoz Eduardo Hurtado |
| Álvaro Peña 70' Johnny Villarroel 82' | wissels      | 60' Cléber Chalá 65' Ángel Fernández |
| Miguel Ángel Rimba 12' Marco Sandy 42' Julio César Baldivieso 63' | gele kaarten | 43' Álex Aguinaga 61' Byron Tenorio |
| | rode kaarten | 88' Raúl Noriega |

### Vijftiende ontmoeting
| WK 1994 kwalificatie (Guayaquil, Ecuador, 19 september 1993): |              | |
| Ecuador | 1 – 1        | Bolivia |
| Raúl Noriega 72' | goals        | 45' Luis Ramallo |
| Dušan Drašković | bondscoach   | Xabier Azkargorta |
| Jacinto Espinoza Dannes Coronel Raúl Noriega Iván Hurtado Luis Capurro Cléber Chalá 54' Máximo Tenorio Álex Aguinaga Ángel Fernández Raúl Avilés Carlos Muñoz 43' | opstellingen | Carlos Trucco 78' Modesto Soruco Marco Sandy Gustavo Quinteros Luis Cristaldo Juan Rivero Carlos Borja José Milton Melgar Julio César Baldivieso Erwin Sánchez 58' Luis Ramallo |
| José Gavica 43' Nixon Carcelén 54' | wissels      | 58' Marco Etcheverry 78' Mario Pinedo |
| - Laatste interland van Raúl Avilés (55ste) en Carlos Muñoz (35ste) voor Ecuador.                                                                                 |              | |

### Zestiende ontmoeting
| Vriendschappelijk (Santa Cruz de la Sierra, Bolivia, 25 oktober 1995): |              | |
| Bolivia | 2 – 2        | Ecuador |
| Marco Etcheverry 2' Erwin Sánchez 29' | goals        | 41' Máximo Tenorio 89' Eduardo Hurtado |
| Antonio López | bondscoach   | Francisco Maturana |
| Carlos Trucco Miguel Rimba Juan Manuel Peña Luis Cristaldo Ángel Paraba Ramiro Castillo Julio César Baldivieso Erwin Sánchez Marco Etcheverry 69' Rubén Tufiño Roly Paniagua | opstellingen | Carlos Morales Juan Guamán Máximo Tenorio Iván Hurtado Robert Macías Alfonso Obregón Rolando Jacomé Juan Carlos Garay Álex Aguinaga Eduardo Hurtado José Mora |
| Mauricio Ramos 69' | wissels      | |
| - Debuut van Alfonso Obregón en Wagner Rivera voor Ecuador. |              | |

### Zeventiende ontmoeting
| WK 1998 kwalificatie (La Paz, Bolivia, 12 januari 1997): |              | |
| Bolivia | 2 – 0        | Ecuador |
| Jaime Moreno 7' Marco Etcheverry 12' | goals        | |
| Antonio López | bondscoach   | Francisco Maturana |
| Carlos Trucco Juan Manuel Peña Marco Sandy Luis Cristaldo Vladimir Soria Julio César Baldivieso 65' Óscar Sánchez Fernando Ochoaizpur Ramiro Castillo 65' Marco Etcheverry Jaime Moreno 73' | opstellingen | Carlos Luis Morales Wagner Rivera Alberto Montaño Byron Tenorio Holger Quiñónez Iván Hurtado Héctor Carabalí 46' Oswaldo de la Cruz Álex Aguinaga 46' Ángel Fernández 70' Cléber Chalá |
| Limberg Gutiérrez 65' José Milton Melgar 65' Luis Ramallo 73' | wissels      | 46' Eduardo Hurtado 46' Gilson de Souza 70' Agustin Delgado |
| Luis Cristaldo ??' | gele kaarten | ??' Oswaldo de la Cruz |
| | rode kaarten | 73' Héctor Carabalí |
| - Laatste interland van Byron Tenorio (53ste) voor Ecuador. |              | |

### Achttiende ontmoeting
| WK 1998 kwalificatie (Guayaquil, Ecuador, 12 oktober 1997): |              | |
| Ecuador | 1 – 0        | Bolivia |
| Ariel Graziani 26' | goals        | |
| Francisco Maturana | bondscoach   | Antonio López |
| José Cevallos Iván Hurtado Alberto Montaño Ulises de la Cruz Luis Capurro Jimmy Blandón Héctor Carabalí José Gavica 46' Wellington Sánchez 75' Ariel Graziani Eduardo Hurtado 75' | opstellingen | Carlos Trucco 61' Fernando Ochoaizpur 61' Juan Suárez Miguel Ángel Rimba Iván Castillo Eduardo Jiguchi Sergio Castillo Ruben Tufiño Luis Cristaldo Marco Etcheverry 75' Ramiro Castillo |
| Álex Aguinaga 46' Ángel Fernández 75' Eduardo Smith 75' | wissels      | 46' Mauro Blanco 61' Limberg Gutiérrez 75' José Luis Ortíz |
| Alberto Montaño ??' | gele kaarten | ??' José Luis Ortíz |
| - Laatste interland van Eduardo Smith (12de) voor Ecuador. |              | |

### Negentiende ontmoeting
| WK 2002 kwalificatie (Quito, Ecuador, 16 augustus 2000): |              | |
| Ecuador | 2 – 0        | Bolivia |
| Agustín Delgado 17' Agustín Delgado 59' | goals        | |
| Hernán Darío Gómez | bondscoach   | Carlos Aragonés |
| Oswaldo Ibarra Ulises de la Cruz Iván Hurtado Augusto Poroso Marlon Ayoví 46' Álex Aguinaga Alfonso Obregón Edwin Tenorio Cléber Chalá Ariel Graziani 62' Agustín Delgado | opstellingen | Mauricio Soria Gonzalo Galindo Ronald Arana Juan Carlos Paz Luis Gatty Ribeiro Sergio Castillo Marco Antonio Sandy Ronald García 74' Luis Calustro 46' Julio César Baldivieso Róger Suárez |
| Néicer Reasco 46' Carlos Juárez 62' Carlos Luis Morales Edison Méndez Diego Herrera Rolando Jacomé Franklin Salas                                                         | wissels      | 46' Milton Coimbra 74' José Vaca Carlos Cárdenas Sergio Galarza Luis Camacho José Loayza                                                                                                   |
| Edwin Tenorio 62' Carlos Juárez 62' | gele kaarten | 12' Sergio Castillo |

### Twintigste ontmoeting
| WK 2002 kwalificatie (La Paz, Bolivia, 6 oktober 2001): |              | |
| Bolivia | 1 – 5        | Ecuador |
| Gonzalo Galindo 60' | goals        | 12' Ulises de la Cruz 22' Agustín Delgado 57' Iván Kaviedes 89' Ángel Fernández 90' Luis Gómez                                                                                 |
| Jorge Habegger | bondscoach   | Hernán Darío Gómez |
| Carlos Arias Ronald Raldes Eduardo Jiguchi Marcelo Carvallo Luis Reyes Franz Calustro Sergio Castillo 32' Raúl Justiniano Gonzalo Galindo Líder Paz Augusto Andaveris 46' | opstellingen | José Cevallos Ulises de la Cruz Raúl Guerrón Giovanny Espinoza Iván Hurtado 89' Edwin Tenorio 89' Alfonso Obregón Edison Méndez Cléber Chalá 77' Iván Kaviedes Agustín Delgado |
| Doyle Vaca 32' José Alfredo Castillo 46' Hugo Suarez Roberto Torres Richard Cueto Ruben Melgar Raul Gutiérrez                                                             | wissels      | 77' Ángel Fernández 89' Luis Gómez 89' Juan Carlos Burbano Oswaldo Ibarra Hugo Guerron Juan Aguinaga Nicolás Asencio                                                           |
| Sergio Castillo 19' Raúl Justiniano 63' Eduardo Jiguchi 69' Doyle Vaca 73'                                                                                                | gele kaarten | 52' Ulises de la Cruz 69' Geovanny Espinoza |
| Marcelo Carvallo 22' | rode kaarten | |

### 21ste ontmoeting
| WK 2006 kwalificatie (Quito, Ecuador, 5 juni 2004): |              | |
| Ecuador | 3 – 2        | Bolivia |
| Hernán Soliz 27' (e.d.) Agustín Delgado 32' Ulises de la Cruz 38' | goals        | 57' Limberg Gutiérrez 74' José Alfredo Castillo |
| Hernán Darío Gómez | bondscoach   | Ramiro Blacutt |
| Jacinto Espinoza Ulises de la Cruz Iván Hurtado Giovanny Espinoza Néicer Reasco Cléber Chalá 66' Edwin Tenorio Alfonso Obregón 70' Paul Ambrossi 80' Agustín Delgado Franklin Salas | opstellingen | Leonardo Fernández 46' Hernán Soliz Ronald Raldes Sergio Jáuregui Lorgio Álvarez Óscar Sánchez Julio César Baldivieso 46' Carmelo Angulo Limberg Gutiérrez 67' Roger Suárez Joaquín Botero |
| Edison Méndez 66' Álex Aguinaga 70' Marlon Ayoví 80' | wissels      | 46' Luis Gatty Ribeiro 46' Gonzalo Galindo 67' José Alfredo Castillo |
| Edwin Tenorio 88' | gele kaarten | 27' Leonardo Fernández 42' Lorgio Álvarez 42' Óscar Sánchez 78' Gonzalo Galindo 88' Julio César Baldivieso                                                                                 |

### 22ste ontmoeting
| WK 2006 kwalificatie (La Paz, Bolivia, 3 september 2005): |              | |
| Bolivia | 1 – 2        | Ecuador |
| Doyle Vaca 41' | goals        | 8' Agustín Delgado 49' Agustín Delgado |
| Ovidio Mezza | bondscoach   | Luis Fernando Suárez |
| Carlos Arias Sergio Jáuregui Lorgio Álvarez Doyle Vaca Ronald Raldes Alejandro Gómez Gonzalo Galindo Walter Flores 66' Daner Pachi 54' Limbert Méndez 54' Joaquín Botero | opstellingen | Cristian Mora Paúl Ambrosi 63' Neicer Reasco Giovanny Espinoza 89' Marlon Ayoví Iván Hurtado 46' Luis Antonio Valencia Edison Méndez Ulises de la Cruz Edwin Tenorio Agustín Delgado |
| Joselito Vaca 54' Líder Paz 54' Juan Carlos Arce 66' | wissels      | 46' Franklin Salas 63' Cristian Lara 89' Segundo Castillo |
| Lorgio Álvarez ??' Gonzalo Galindo ??' Limbert Méndez ??' | gele kaarten | ??' Neicer Reasco ??' Cristian Mora |

### 23ste ontmoeting
| Vriendschappelijk (Quito, Ecuador, 22 augustus 2007): |       |         |
| Ecuador                                               | 1 – 0 | Bolivia |
| Patricio Urrutia 35' (pen.)                           | goals |         |

### 24ste ontmoeting
| WK 2010 kwalificatie (Quito, Ecuador, 6 september 2008): |              | |
| Ecuador | 3 – 1        | Bolivia |
| Felipe Caicedo 21' Edison Méndez 51' (pen.) Cristian Benítez 72' | goals        | 40' Joaquín Botero |
| Sixto Vizuete | bondscoach   | Erwin Sánchez |
| José Cevallos Giovanny Espinoza Neicer Reasco 28' Iván Hurtado Edison Méndez Segundo Castillo Walter Ayoví Joffre Guerrón Luis Bolaños 75' Cristian Benítez Felipe Caicedo 76' | opstellingen | Carlos Arias Ignacio García Ronald Rivero Ronald Raldes Miguel Hoyos 88' Joselito Vaca Alejandro Gómez Ronald García 67' Pablo Escobar 64' Joaquín Botero Jaime Robles |
| Omar de Jesús 28' Patricio Urrutia 75' Pablo Palacios 76' | wissels      | 64' Marcelo Moreno 67' Darwin Peña 88' Mauricio Saucedo |
| Felipe Caicedo 22' Segundo Castillo 31' Walter Ayoví 45' | gele kaarten | 75' Jaime Robles |
| | rode kaarten | ??', 18' Alejandro Gómez |

### 25ste ontmoeting
| WK 2010 kwalificatie (La Paz, Bolivia, 9 september 2009): |              | |
| Bolivia | 1 – 3        | Ecuador |
| Gerardo Yecerotte 85' | goals        | 4' Edison Méndez 46' Antonio Valencia 56' Cristian Benítez |
| Erwin Sánchez | bondscoach   | Sixto Vizuete |
| Hugo Súarez Edemir Rodríguez Ronald Rivero Luis Ribeiro Marvin Bejarano Daner Pachi Ronald García 64' Wálter Flores 46' Limberg Gutiérrez Diego Cabrera 52' Marcelo Moreno | opstellingen | Marcelo Elizaga Julio Fleitas 61' Giovanny Espinoza Iván Hurtado 80' Antonio Valencia Christian Noboa Edison Méndez 75' Jefferson Montero Segundo Castillo Walter Ayoví Cristian Benítez |
| Abdon Reyes 46' Gerardo Yecerotte 52' Helmut Gutiérrez 64' | wissels      | 61' Jorge Guagua 75' Paúl Ambrosi 80' Fernando Hidalgo |
| Wálter Flores 25' Ronald Rivero 88' | gele kaarten | |

### 26ste ontmoeting
| WK 2014 kwalificatie (Quito, Ecuador, 7 september 2012): |              | |
| Ecuador | 1 – 0        | Bolivia |
| Geovanny Caicedo 74' (pen.) | goals        | |
| Reinaldo Rueda | bondscoach   | Xabier Azkargorta |
| Alexander Domínguez Frickson Erazo Jayro Campos Segundo Castillo Antonio Valencia Luis Saritama Jefferson Montero 46' Walter Ayoví Narciso Mina 86' Jaime Ayoví 55' Juan Carlos Paredes      | opstellingen | Hugo Súarez Luis Méndez Luis Gutiérrez José Barba Christian Vargas Ronald Raldes 84' Gualberto Mojica 75' José Chávez Marcelo Moreno Pedro Azogue 46' Mauricio Saucedo |
| Michael Arroyo 46' Geovanny Caicedo 55' Pedro Quiñónez 86' Robinson Sánchez Adrián Bone Jorge Guagua Diego Calderón Gabriel Achilier Michael Quiñónez Henry León Renato Ibarra Oswaldo Minda | wissels      | 46' Alcides Peña 75' Alejandro Chumacero 84' Diego Cabrera Sergio Galarza Edward Zenteno Rony Jiménez Marvin Bejarano Miguel Suárez Ronald Segovia                     |
| Geovanny Caicedo 79' | gele kaarten | 11' Ronald Raldes 11' José Chávez 72' Gualberto Mojica |

### 27ste ontmoeting
| WK 2014 kwalificatie (La Paz, Bolivia, 10 september 2013): |              | |
| Bolivia | 1 – 1        | Ecuador |
| Jaime Arrascaita 47' | goals        | 57' (pen.) Felipe Caicedo |
| Xabier Azkargorta | bondscoach   | Reinaldo Rueda |
| Romel Quiñónez Edward Zenteno Ronald Raldes Marvin Bejarano 46' Walter Veizaga Alejandro Chumacero 74' Rudy Cardozo Diego Bejarano Diego Cabrera Pedro Azogue 46' Juan Arce        | opstellingen | Alexander Domínguez Jorge Guagua Frickson Erazo Luis Antonio Valencia Luis Saritama Jefferson Montero 64' Segundo Castillo Walter Ayoví Juan Carlos Paredes 50' Jaime Ayoví 72' Felipe Caicedo |
| Jaime Arrascaita 46' Marcelo Moreno 46' Leandro Maygua 74' Sergio Galarza Edemir Rodríguez Henry Justiniano José Chávez Danny Bejarano Jaime Robles Carlos Saucedo Rodrigo Ramallo | wissels      | 50' Renato Ibarra 64' Christian Noboa 72' Joffre Guerrón Máximo Banguera Gabriel Achilier Oscar Bagüí Edison Méndez Pedro Larrea Michael Arroyo Pedro Quiñónez Narciso Mina                    |
| Rudy Cardozo 85' | gele kaarten | |
| - Debuut van Romel Quiñónez voor Bolivia. |              | |

### 28ste ontmoeting
| Vriendschappelijk (Fort Lauderdale, Verenigde Staten, 6 september 2014): |              | |
| Bolivia | 0 – 4        | Ecuador |
| | goals        | 9' Christian Noboa 34' Juan Cazares 67' Enner Valencia 83' Junior Sornoza |
| Xabier Azkargorta | bondscoach   | Sixto Vizuete |
| Romel Quiñónez Ramiro Ballivián 46' Ronald Raldes Alejandro Meleán Ronald Eguino Marvin Bejarano José Chávez 76' Raúl Castro 63' Gualberto Mojica 46' Carlos Saucedo 46' Pedro Azogue 46' | opstellingen | Máximo Banguera Juan Carlos Paredes Frickson Erazo Luis Canga 80' Walter Ayoví 76' Enner Valencia Christian Noboa 8' Fidel Martínez Juan Cazares 71' Segundo Castillo 69' Renato Ibarra |
| Danny Bejarano 46' Leandro Maygua 46' Daniel Chávez 46' Rodrigo Ramallo 46' Rudy Cardozo 63' Alejandro Chumacero 76' Daniel Vaca Mario Ovando Damir Miranda                               | wissels      | 8' 77' Joao Rojas 69' João Plata 71' Carlos Gruezo 76' Daniel Angulo 77' Junior Sornoza 80' Cristian Ramírez Alexander Domínguez Adrián Bone Ángel Mena                                 |
| Ronald Eguino 36' | gele kaarten | 59' Enner Valencia |

### 29ste ontmoeting
| Copa América 2015 (Valparaíso, Chili, 15 juni 2015): |              | |
| Ecuador | 2 – 3        | Bolivia |
| Enner Valencia 48' (pen.) Miler Bolaños 81' | goals        | 5' Ronald Raldes 17' Martin Smedberg 43' (pen.) Marcelo Moreno |
| Gustavo Quinteros | bondscoach   | Mauricio Soria |
| Alexander Domínguez Frickson Erazo Juan Carlos Paredes 87' Gabriel Achilier Christian Noboa Jefferson Montero Miller Bolaños Fidel Martínez 46' Walter Ayoví Pedro Quiñónez 46' Enner Valencia | opstellingen | Romel Quiñónez Miguel Hurtado Leonel Morales Ronald Raldes Edward Zenteno Alejandro Chumacero Danny Bejarano Martin Smedberg 72' Damián Lizio 88' Marcelo Moreno 57' Ricardo Pedriel               |
| Juan Cazares 46' Renato Ibarra 46' Daniel Angulo 87' Librado Azcona Esteban Dreer Arturo Mina Mario Pineida Oscar Bagüí John Narváez Jonathan Gonzalez Osbaldo Lastra Pedro Larrea             | wissels      | 57' Christian Coimbra 72' Marvin Bejarano 88' Damir Miranda José Peñarrieta Hugo Súarez Ronald Eguino Edemir Rodríguez Walter Veizaga Jhasmani Campos Alcides Peña Pablo Escobar Sebastián Gamarra |
| Pedro Quiñónez 37' Frickson Erazo 43' | gele kaarten | 37' Edward Zenteno 45' Miguel Hurtado 61' Romel Quiñónez |
| - Enner Valencia mist namens Ecuador een strafschop in de 37ste minuut. |              | |

### 31ste ontmoeting
| WK 2018 kwalificatie (La Paz, Bolivia, 11 oktober 2016): |              | |
| Bolivia | 2 – 2        | Ecuador |
| Pablo Escobar 4' Pablo Escobar 43' | goals        | 47' Enner Valencia 89' Enner Valencia |
| Guillermo Hoyos | bondscoach   | Gustavo Quinteros |
| Carlos Lampe Marvin Bejarano 52' Edward Zenteno Ronald Raldes Walter Veizaga Erwin Saavedra Walter Flores Pablo Escobar 86' Juan Carlos Arce 85' Rodrigo Ramallo Marcelo Moreno | opstellingen | Esteban Dreer Cristian Ramírez 72' Juan Paredes Arturo Mina Luis Caicedo Antonio Valencia 78' Jefferson Orejuela 82' Christian Noboa Fidel Martínez Renato Ibarra Enner Valencia |
| Jorge Flores 52' Yasmani Duk 62' Edemir Rodríguez 86' | wissels      | 72' Ángel Mena 78' Matías Oyola 82' Gabriel Achilier |
| Rodrigo Ramallo 45' Jorge Flores 68' Marcelo Moreno 84' Juan Carlos Arce 85' Erwin Saavedra 90'                                                                                 | gele kaarten | 28' Arturo Mina 84' Enner Valencia 90' Cristian Ramírez |
| | rode kaarten | 63', 79' Luis Caicedo |